# أوزفالدو كارو
أوزفالدو كارو (بالإسبانية: Osvaldo Carro) هو لاعب كرة قدم أوروغواياني في مركز الوسط، ولد في 23 أكتوبر 1973 في كولونيا ديل ساكرامنتو في الأوروغواي. لعب مع جوفينتود ونادي بريزبان رور.